# Diera-Zehren
Diera-Zehren è un comune di 3 694 abitanti della Sassonia, in Germania.
Appartiene al circondario (Landkreis) di Meißen (targa MEI).